# Macroglossum alluaudi
Macroglossum alluaudi är en fjärilsart som beskrevs av Joannis 1894. Macroglossum alluaudi ingår i släktet Macroglossum och familjen svärmare. Inga underarter finns listade i Catalogue of Life.